# Südaustralischer Pinzettfisch
Der Südaustralische Pinzettfisch (Chelmonops curiosus) ist eine Art aus der Familie der Falterfische.

## Merkmale
Der Südaustralische Pinzettfisch erreicht eine maximale Länge von 26 Zentimetern.
Der Fisch hat einen stahlgrauen, hochrückigen und seitlich abgeflachten Körper. Dieser wird von vier senkrecht verlaufenden, schwarzen Bändern überzogen, die in Richtung Schwanzflosse breiter werden. Jedes dieser Bänder weist eine silberne Umrandung auf. Ebenso wie die Bänder sind auch die Bauchflossen schwarz. Juvenile Tiere haben auf dem weichstrahligen Teil der Rückenflosse einen Augenfleck, der im Verlauf der Entwicklung zum ausgewachsenen Tier jedoch verblasst. Charakteristisch für den Südaustralischen Pinzettfisch sind seine ausgezogenen Rücken- und Afterflossen. Der erste Hartstrahl seiner Rückenflosse ist relativ klein, jedoch nehmen die Hartstrahlen weiter hinten an Länge zu. Der Übergang vom hart- zum weichstrahligen Teil der Rückenflosse ist kaum sichtbar. Bei juvenilen Südaustralischen Pinzettfischen ist der weichstrahlige Teil der Rückenflosse abgerundet, wohingegen er bei ausgewachsenen Tieren spitz und beim Aufrichten dreieckig geformt ist. Die Afterflosse ist kleiner als die Rückenflosse. Die Schwanzflosse ist stark gestutzt. Sein kleiner Kopf endet in einer langen, sich zuspitzenden Schnauze, an deren Ende sich ein schmaler Mund befindet. Der Südaustralische Pinzettfisch unterscheidet sich vom Ostaustralischen Pinzettfisch durch seine stärker ausgezogene Rückenflosse.
- Flossenformel: Dorsale XI/25–27, Anale III/19–20[2]

## Verbreitung
Der Südaustralische Pinzettfisch ist endemisch in den Australien umgebenden Meeren, wo er an der Süd- und Westküste Australiens von Victor Harbor bis zur Shark Bay vorkommt. An der südostaustralischen Küste wird er durch den sehr ähnlichen Ostaustralischen Pinzettfisch (Chelmonops truncatus) ersetzt (vikariierende Arten).

## Vorkommen und Verhalten
Der Südaustralische Pinzettfisch kommt in küstennahen Felsenriffen in einer Tiefe von 9 bis 60 Metern vor, wo er sich bevorzugt in trübem Wasser an steilen Felswänden aufhält. Außerdem sind diese Fische auch an menschengemachten Anlagen, wie beispielsweise Pfeilern oder Anlegestellen, anzutreffen. Juvenile Südaustralische Pinzettfische kommen auch auf Seetangwiesen vor. Als Allesfresser ernähren sie sich von kleinen Würmern, Krustentieren und Algen. Ausgewachsene Südaustralische Pinzettfische leben meistens als Paare, besonders während der Fortpflanzungszeit sind sie paarweise anzutreffen. Sie scheinen eine territoriale Fischart zu sein, bei der jedes Paar sein Revier verteidigt.

## Nutzung und Gefährdung
Der Südaustralische Pinzettfisch wird gelegentlich für den Aquarienhandel gefangen, ist jedoch nur selten außerhalb von Australien erhältlich. Dies scheint keine schwerwiegenden Auswirkungen auf die Population zu haben. Die IUCN stuft den Südaustralischen Pinzettfisch als nicht gefährdet ein.